# Прокопенко, Николай Николаевич (художник)
Николай Николаевич Прокопенко (укр. Микола Миколайович Прокопенко; 17 августа 1945 год) — украинский художник-живописец, член Национального союза художников Украины. Народный художник Украины (2015).

## Биография
Родился 17.08.1945 в селе Лиманское Одесской области.
- 1964-1971 — учёба в Одесском Государственном художественном училище им. М.Б.Грекова.
- 1971-1977 — учёба в Киевской Национальной Академии изобразительных искусств и архитектуры Украины.
- С 1988 года член Национального Союза художников Украины; А так же член Национального Союза театральных деятелей Украины;

## Творчество
Николай Прокопенко - живописец, график, книжный график-иллюстратор, художник-реставратор станковой, темперной, масляной и монументальной живописи, художник-декоратор.
У художника состоялось 650 Всесоюзных, Всеукраинских, Международных, Зарубежных и областных выставок из них 126 персональных выставок, 10 Биеннале.
Лауреат, дипломант и призёр Международных, Всеукраинских и региональных выставок, а также ряда Международных Бьеннале и Триеннале графики и иллюстрации печатных и рукописных книг.
Произведения Николая Прокопенко хранятся в собраниях 83 музеях и галереях Украины, Европы, США, Англии, России, Германии, Мексики, Молдовы, стран СНГ, а так же произведения находятся в частных коллекциях Европы, США, Англии, Германии, Мексики, Канады, Греции, Норвегии, Израиля, Австрии, России, Бельгии, Голландии, Молдовы, Польши, Югославии (Сербии), Испании, Франции, Италии, Швейцарии и других стран.

## Работы находятся в собраниях
- Одесский художественный музей
- Государственный литературный музей, Одесса
- Картинная галерея современного искусства, Львов
- Картинная галерея современного искусства, Днепропетровск
- Государственный музей книги и книгопечатания, Киев
- Государственный литературный музей, Москва
- Российская государственная библиотека, г. Москва
- Библиотека национальной консерватории, Амстердам
- Национальная библиотека Франции
- Библиотека Кембриджского университета, США
- Художественный музей, Бакэу, Румыния;
- Стэнфордский университет, США
- Центр Помпиду, Франция Париж

## Звания и награды
- Народный художник Украины (2015 год);
- Заслуженный художник Украины (2006 год);
- Академик Международной Академии искусств и литературы "Фатьян";
- Академик Международной Екатерининской Академии искусств;
- Магистр живописи Ассоциации "Freundschaft-Bruke" Gloria E.V. Германии;
- Член Дворянского собрания юга Украины;
- Почётный гражданин города Черноморск, Одесской области;
- Почётный гражданин города Очаков, Николаевской области;